# Escontria
Escontria é um género de cactos. A única espécie é Escontria chiotilla, chiotilla ou jiotilla. Esta espécie é originária do México (Guerrero, Michoacán, Oaxaca, sul de Puebla).
Atinge até 7 metros de altura. Produz frutos de cor vermelho-escura comparáveis em aparência e textura à pitaia, mas de menor tamanho. (3,5 cm).